# Lasse Johansson (skoczek narciarski)
Lasse Tuure Johansson (ur. 2 października 1921 w Kuusankoski, zm. 5 maja 2014 w Valkeali) – fiński skoczek narciarski, reprezentant kraju, trener narciarski, działacz narciarski, sędzia narciarski.

## Wczesne życie
Lasse Johansson urodził się w Kuusankoski jako syn maszynisty Anttiego Konsty i Siiri Sofii (z d. Verho). Karierę rozpoczął w klubie Kouvolan Hiihtoseura, zaczynając od skoków na 30-metrowej skoczni narciarskiej w Kouvoli. W młodości uprawiał także boks, narciarstwo alpejskie i pływanie.

### II wojna światowa
Lasse Johansson w czasie II wojny światowej, w 1944 roku brał udział w operacji świrsko-pietrozawodzkiej, będącej częścią wojny kontynuacyjnej (wojna wojsk fińskich z Armią Czerwoną), a także walczył w innych oddziałach.
W czasie II wojny światowej odnosił także sukcesy sportowe. Zajmował 4. miejsce w ligach pływackich dywizji blokowych Aunus w Ęänislinna. Dzięki wygranej w drużynowej rywalizacji drużyny 5 Dywizji Fińskiej, dowódca gen. Kustaa Tapola udzielił drużynie 10-dniowy urlop kondycyjny. Johansson został ranny od granatu podczas walk w bitwie nad Jandebą w 1944 roku.

## Kariera
Lasse Johansson w czasie kariery sportowej został wybrany najlepszym sportowcem w Kouvoli. W 1944 roku zdobył mistrzostwo Finlandii na skoczni Ounasvaara w Rovaniemi, natomiast w 1946 roku zdobył wicemistrzostwo Finlandii. Natomiast na zawodach międzynarodowych nie odnosił zbyt wielkich sukcesów: 2. miejsce podczas zawodów w Planicy w 1940 roku, wygrane w Falun w 1946 roku oraz w Östersund w 1947 roku, a także dwukrotne wygrane w Puijo w 1946 i 1947 roku. W czasie kariery zmagał się z licznymi kontuzjami.

## Kariera trenerska
Lasse Johansson po zakończeniu II wojny światowej pracował jako ślusarz w firmie Kymenlaakso Water and Heat Pipe Business w Kouvoli. W 1948 roku rozpoczął naukę na Fińskiej Wyższej Szkole Sportowej w Vierumäki, które ukończył w 1950 roku. Ówczesny rektor uczelni, K.E. Algi zaraził młodzież aktywnością fizyczną.
W 1950 roku został trenerem reprezentacji Finlandii. W czasie kadencji opracował technologię przednich siedzeń, jako przeciwwagę dla rotacji rąk podczas lotu, ówcześnie często stosowanej przez norweskich zawodników, dzięki czemu dominującą praktyką w tej technologii było trzymanie rąk blisko ciała i nie wyciąganie ich na boki czy do przodu, dzięki czemu kąt lotu zawodnika i nart zmniejszył się wraz z poluzowaniem opaski kablowej nart, a pionierami w reprezentacji Finlandii byli Esko Mömmö i Hemmo Silvennoinen.
W 1955 roku wraz ze swoim przyjacielem z Kuusankoski, Asserem Kolpo, zbudował w pobliżu swojego domu skocznię narciarską Kepsunvirta w Kouvoli nadającą się do użytku letniego. Prędkość skoczni została obniżona o ok. 30 metrów i skakano na krótkich nartach o długości ok. 70 cm. Obiekt był podziwiany m.in.: w Szwecji i w Stanach Zjednoczonych. Wysokonakładowy magazyn Life wysłał na scenę czterech swoich dziennikarzy. Oprócz zawodników Kouvolan Hiihtoseura z obiektu korzystali zawodnicy Johanssona z reprezentacji Finlandii: Veikko Heinonen, Aulis Kallakorpi, Juhani i Kalevi Kärkinen i Eino Kirjonen.
Pod jego wodzą największe sukcesy odnosili: Antti Hyvärinen (mistrz olimpijski 1956), Matti Pietikäinen (mistrz świata 1954), Juhani Kärkinen (mistrz świata 1958), Hemmo Silvennoinen (triumfator Turnieju Czterech Skoczni 1954/1955), Pentti Uotinen (triumfator Turnieju Czterech Skoczni 1956/1957), Aulis Kallakorpi (wicemistrz olimpijski 1956, 3. miejsce w Turnieju Czterech Skoczni 1954/1955), Niilo Halonen (wicemistrz olimpijski 1960), Veikko Heinonen (wicemistrz świata 1954), Ensio Hyytiä (wicemistrz świata 1958) oraz Eino Kirjonen (trzykrotnie 3. miejsce w Turnieju Czterech Skoczni (1954, 1955, 1957)). Po zimowych igrzyskach olimpijskich 1960 zakończył karierę trenerską i został zastąpiony przez Anttiego Hyvärinena.
Sukcesy podopiecznych Johanssona w Finlandii w latach 1950–1960 (chronologicznie)
| Medal | Zawodnik           | Zawody                   | Rok  |
| ----- | ------------------ | ------------------------ | ---- |
|       | Eino Kirjonen      | Turniej Czterech Skoczni | 1954 |
|       | Matti Pietikäinen  | Mistrzostwa świata       | 1954 |
|       | Veikko Heinonen    | Mistrzostwa świata       | 1954 |
|       | Hemmo Silvennoinen | Turniej Czterech Skoczni | 1955 |
|       | Eino Kirjonen      | Turniej Czterech Skoczni | 1955 |
|       | Aulis Kallakorpi   | Turniej Czterech Skoczni | 1955 |
|       | Antti Hyvärinen    | Igrzyska olimpijskie     | 1956 |
|       | Aulis Kallakorpi   | Igrzyska olimpijskie     | 1956 |
|       | Pentti Uotinen     | Turniej Czterech Skoczni | 1957 |
|       | Eino Kirjonen      | Turniej Czterech Skoczni | 1957 |
|       | Juhani Kärkinen    | Mistrzostwa świata       | 1958 |
|       | Ensio Hyytiä       | Mistrzostwa świata       | 1958 |
|       | Niilo Halonen      | Igrzyska olimpijskie     | 1960 |

## Pozostała działalność
Lasse Johansson w latach 1958–1982 był nauczycielem wychowania fizycznego i wychowania zdrowotnego w Szkoły Zawodowej w Kouvoli, w której pod jego kierunkiem w latach 1967–1969 szkolne drużyny odnosiły sukcesy w koszykówce, piłce nożnej i siatkówce.
W 1968 roku, podczas zimowych igrzysk olimpijskich 1968 w Grenoble był sędzią i członkiem jury podczas konkursów skoków narciarskich.
W latach 1970–1990 pracował jako urzędnik w Fińskim Związku Narciarskim wraz z Seppo Horpu i Asserem Nurminenem, a w latach 1972–1990 był sędzią międzynarodowym.
W 1990 roku został odznaczony przez Fiński Związek Narciarski Medalem Hannu Koskivuoriego.
W latach 1990–2000 był członkiem zarządu Fińskiego Stowarzyszenia Inwalidów Wojskowych oraz przewodniczącym komisji fitness i zawodów okręgu Kymen Inwalidów Wojskowych oraz Departamentu Kouvola.
Został także honorowym członkiem Fińskiego Stowarzyszenia Inwalidów Wojskowych Oddziału Kouvola, Klubu Sędziów Fińskiego Związku Narciarskiego, Związku Narciarskiego w Kouvoli, Klubu Sędziów w Kouvoli oraz Związku Skoczków Narciarskich w Helsinkach.

## Odznaczenia
- Medal Hannu Koskivuoriego
- Złoty Krzyż Zasługi Fińskiej Kultury Fizycznej i Sportu
- Krzyż Zasługi Inwalidów Wojennych[2]

## Życie prywatne
Lasse Johansson miał żonę Helinę Tellervo (z d. Kellberg), z którą mieszkał w wiosce Kuivala, koło Valkeali. Zmarł 5 maja 2014 roku w Valkeali.